# Shang-Chi and the Legend of the Ten Rings
Shang-Chi and the Legend of the Ten Rings ist ein US-amerikanischer Martial-Arts-Fantasyfilm von Regisseur Destin Daniel Cretton, der am 2. September 2021 in die deutschen und am darauffolgenden Tag in die US-amerikanischen Kinos kam. Es handelt sich um den 25. Spielfilm innerhalb des Marvel Cinematic Universe (MCU), in dem Simu Liu die titelgebende Hauptrolle des Shang-Chi übernahm.

## Handlung
Vor Tausenden von Jahren fand Wenwu die zehn Ringe, zehn mystische Waffen, die ihrem Träger Unsterblichkeit und große Macht verleihen. Wenwu stellte eine Armee von Kriegern auf, die sich die Zehn Ringe nennen, und er eroberte im Laufe der Geschichte viele Königreiche und stürzte Regierungen. 1996 machte sich Wenwu auf die Suche nach dem Dorf Ta Lo, das verschiedene mythische Tiere beherbergen soll, um seine Macht zu vergrößern. Er fand den Eingang des Dorfes, wurde aber von der Wächterin des Dorfes, Ying Li, daran gehindert, es zu betreten. Die beiden verliebten sich ineinander und bekamen zwei Kinder, Shang-Chi und Xialing. Wenwu gab die zehn Ringe und seine Organisation auf, um bei seiner Familie zu sein. Li wird jedoch schließlich von der Eisernen Bande, alten Rivalen der Zehn Ringe, ermordet, und Wenwu nimmt die Ringe wieder auf, um sie zu massakrieren und seine kriminellen Aktivitäten fortzusetzen. Shang-Chi beginnt mit der Ausbildung in Kampfkunst und wird im Alter von 14 Jahren von Wenwu beauftragt, den Anführer der Eisernen Bande zu ermorden. Nachdem er seinen Auftrag erfüllt hat, flieht Shang-Chi nach San Francisco, wo er den Namen „Shaun“ annimmt.
In der Gegenwart arbeitet Shang-Chi zusammen mit seiner besten Freundin Katy im Einparkservice. Eines Morgens, als sie mit dem Bus zur Arbeit fahren, werden sie plötzlich von Männern angegriffen, die es auf Shauns Anhänger abgesehen haben. Während er sich gegen sie behaupten kann, ist Katy gezwungen, das Steuer zu übernehmen, nachdem der Busfahrer bewusstlos geworden ist. Nachdem Shaun seine Angreifer aus dem Bus geworfen hat, taucht Razor Fist auf und versucht, ihn zu töten. Während beide unverletzt entkommen, müssen sie feststellen, dass der Anhänger verschwunden ist. Da er befürchtet, dass die Zehn Ringe Xialing wegen ihres Anhängers angreifen werden, beschließt Shang-Chi, sie aufzuspüren und offenbart Katy seine Vergangenheit: Nachdem seine Mutter starb, als er sieben Jahre alt war, begann Wenwu, seinen Sohn zu einem Attentäter auszubilden. Nach sieben Jahren Training wurde er schließlich auf einen Auftrag geschickt, floh aber stattdessen nach San Francisco. Dank einer Postkarte von seiner Schwester können sie sie schließlich in einem Fight Club namens Golden Daggers ausfindig machen. Unwissentlich unterschreibt Shang-Chi jedoch beim Betreten des Gebäudes ein Formular, mit dem er sich für einen Kampf bereit erklärt. Doch nach gewonnenem Kampf steht Shang-Chi plötzlich seiner Schwester Xialing gegenüber. Statt zu kämpfen, versucht er, sie über die bevorstehende Ankunft ihres Vaters zu informieren, doch noch während Xialing, die verbittert ist, weil ihr Bruder sie im Stich gelassen hat, als er nach San Francisco geflohen ist, enthüllt, dass sie nicht diejenige war, die die Postkarte geschickt hat, stürmen die Zehn Ringe den Club auf der Suche nach Xialings Anhänger. Im Chaos auf sich allein gestellt, versuchen Shang-Chi und Katy auf ein Gerüst zu klettern, um einen anderen Aufzug zu erreichen, werden dort aber sofort attackiert. 
Sie werden auf das Gelände der Zehn Ringe gebracht. Dort enthüllt Wenwu, dass er glaubt, dass seine Frau noch lebt und in Ta Lo festgehalten wird. Dann erzeugt er mit den Anhängern seiner beiden Kinder eine magische Karte aus Wasser. Die Karte zeigt einen klaren Weg durch den Bambuswald nach Ta Lo, der sich erst vor dem Qingming-Fest öffnet. Wenwu plant, das Dorf zu zerstören, sollte man seine Frau nicht freilassen. Weil seine Kinder seinen Plan ablehnen, sperrt er sie in eine Zelle ein. Dort treffen sie auf Trevor Slattery, den die Zehn Ringe inhaftiert haben, weil er sich als Anführer der Zehn Ringe ausgegeben hat. Mit der Hilfe von Slatterys Haustier, einem Dijiang namens Morris, schafft die Gruppe es zu entkommen und macht sich auf den Weg nach Ta Lo, um das Dorf vor den Zehn Ringen zu warnen. Dort treffen sie Ying Nan, ihre Tante. Sie offenbart der Gruppe die Geschichte von Ta Lo: Vor Tausenden von Jahren wurde es von dem Seelenfresser der Dunkelheit und seinen Schergen angegriffen. Das Dorf wurde jedoch von einem Drachen namens Große Beschützerin gerettet, der dabei half, den Seelenfresser und seine Schergen in einem Berg zu versiegeln. Laut Nan hat der Seelenfresser Wenwu beeinflusst, damit er glaubt, Li sei noch am Leben. Er soll die Kraft der Ringe benutzen, um das Tor zu brechen. Die Dorfbewohner, Shang-Chi, Xialing und Katy trainieren und bereiten sich auf die Ankunft der Zehn Ringe vor.
Wenwu und die Zehn Ringe treffen ein, um das Tor zu zerstören und es kommt zu einem Kampf. Wenwu und Shang-Chi kämpfen, und am Ende wirft Wenwu Shang-Chi in den nahe gelegenen See. Wenwu beginnt das Siegel mit den Ringen zu zerstören, was dazu führt, dass viele der Diener des Seelenfressers entkommen. Die Dorfbewohner und die Zehn Ringe rufen einen Waffenstillstand aus, um die Seelenfresser aufzuhalten. Shang-Chi wird von der Großen Beschützerin vor dem Ertrinken gerettet und erhebt sich aus dem Wasser, um gegen die Seelenfresser zu kämpfen. Wenwu und Shang-Chi kämpfen noch einmal, und Shang-Chi geht als Sieger aus dem Kampf hervor. Gestärkt durch die von den Lakaien entwendeten Seelen entkommt der Seelenfresser. Wenwu opfert sich, um Shang-Chi zu retten, und gibt ihm die zehn Ringe. Der Seelenfresser wird schließlich durch die gemeinsamen Angriffe von Shang-Chi, der Großen Beschützerin, Xialing und Katy getötet.
Shang-Chi und Katy kehren nach San Francisco zurück, wo sie von dem Zauberer Wong gerufen werden, um ihn ins Sanctum Sanctorum zu begleiten.
In der Abspann-Szene treffen sich Bruce Banner und Carol Danvers mit Wong, Shang-Chi und Katy über Hologramme, um die zehn Ringe zu beobachten und den Ursprung der Waffen zu besprechen. Dabei entdecken sie, dass die Ringe eine Botschaft senden. Nachdem Carol und Bruce sich verabschieden, verbringt Wong die Nacht mit Shang-Chi und Chen beim Karaoke-Singen.
In der Nach-Abspann-Szene nimmt Shang-Chis Schwester Xialing den Platz ihres Vaters ein und führt die Zehn Ringe mit Razor Fist und Jon Jon (ihre rechte Hand aus ihrem Fight Club) an.

## Produktion
Im Dezember 2018 wurde erstmals berichtet, dass sich ein Film über den asiatischen Helden Shang-Chi in Entwicklung befindet, der von Dave Callaham geschrieben werden soll, und Marvel nach einem passenden Regisseur mit asiatischen Wurzeln suche. In den Comics wurde Shang-Chi 1973 von Steve Englehart und Jim Starlin geschaffen, beherrscht mehrere Kampftechniken und schließt sich zeitweise den Avengers an, nachdem er seinem kriminellen Vater den Rücken gekehrt hat. Im März 2019 konnte man Destin Daniel Cretton für den Regieposten verpflichten. Wenig später bestätigte Kevin Feige, dass der Film Teil von Phase Vier des MCU und „ganz anders und besonders“ sein werde. Im Juli 2019 wurden nacheinander zuerst Kym Barrett als Kostümdesignerin und später Bill Pope als Kameramann verpflichtet. Die Verpflichtung von Pope begründete Cretton damit, dass der Kameramann einen „schönen Stil“ habe, der sowohl naturalistisch und bodenständig, gleichzeitig aber auch verschärft sei.
Auf der San Diego Comic-Con 2019 wurde neben dem Originaltitel Shang-Chi and the Legend of the Ten Rings auch das Veröffentlichungsdatum im Februar 2021 enthüllt. Zudem erklärte Feige, dass Simu Liu, der erst zwei Wochen zuvor gecastet wurde und im Anschluss erste Screentests absolvierte, die titelgebende Hauptfigur verkörpern wird. Tony Leung Chiu Wai soll als Xu Wenwu, der wahre Mandarin, zu sehen sein, dessen Imitator von Ben Kingsley bereits in Iron Man 3 gespielt wurde. Als weiteres Castmitglied wurde Awkwafina vorgestellt. Zudem soll die ebenfalls titelgebende Terrororganisation Ten Rings nach kürzeren Auftritten, Erwähnungen und Anspielungen in Iron Man, Iron Man 2, Iron Man 3 und Ant-Man eine wichtige Rolle im Film einnehmen. Die Besetzung des Titelhelden mit Liu stieß vor allem in China auf Kritik, wo man enttäuscht darüber sei, dass man keinen echten Chinesen verpflichtet habe und Liu wie ein „Klischee-Asiate“ aussehe, der nach chinesischen Standards nicht einmal gutaussehend sei. Cretton äußerte sich hingegen, es mache ihn stolz zu sehen, dass Superhelden langsam die Diversität der realen Welt widerspiegeln würden und sein Film dies, ebenso wie Black Panther, weiter vorantreibe. Später wurde berichtet, dass sich Jackie Chan in Verhandlungen über die Rolle von Zheng Zu, des Vaters von Shang-Chi, befinden soll. Im Januar 2020 wurde die Verpflichtung von Michelle Yeoh bekannt. Im April desselben Jahres wurden die Beteiligung von Komiker Ronny Chieng am Film öffentlich. Schließlich wurde die Besetzung durch Fala Chen, Florian Munteanu, Meng’er Zhang und Dallas Liu abgerundet.
Die Dreharbeiten begannen Anfang März 2020 in den Fox Studios Australia in Sydney unter dem Arbeitstitel Steamboat. Mitte des Monats wurden die Filmaufnahmen jedoch aufgrund der COVID-19-Pandemie unterbrochen. Die Dreharbeiten wurden schließlich im August 2020 wieder aufgenommen, nachdem sich alle Produktionsmitglieder einer zweiwöchigen Quarantäne nach ihrer Einreise nach Australien unterzogen hatten. Vom 17. bis zum 24. Oktober 2020 erfolgten Filmaufnahmen in San Francisco, unter anderem in den Stadtviertel Russian Hill, Nob Hill sowie Noe Valley und dem Hafenviertel Fisherman’s Wharf. Die Dreharbeiten wurden am 24. Oktober 2020 offiziell abgeschlossen. Weitere Aufnahmen sollten in Los Angeles erfolgen; ebenso soll man darüber nachgedacht haben, einige Szenen in Hongkong und Vietnam zu filmen. Als Filmeditoren wurden Nat Sanders und Elísabet Ronaldsdóttir verpflichtet. Damit arbeitet Sanders nach Short Term 12 – Stille Helden, Schloss aus Glas und Just Mercy bereits zum vierten Mal mit Regisseur Destin Daniel Cretton zusammen.
Die Filmmusik komponierte Joel P. West. Das Soundtrack-Album mit 25 Musikstücken wurde am 1. September 2021 von Hollywood Records und Marvel Music als Download veröffentlicht.
Ein erster Trailer wurde am 19. April 2021 veröffentlicht. Der Film sollte ursprünglich am 11. Februar 2021 in die deutschen und am darauffolgenden Tag in die US-amerikanischen Kinos kommen. Im Zuge der COVID-19-Pandemie und der Verschiebung von Eternals auf den Februar-Starttermin sollte der Film zunächst am 7. Mai in die US-amerikanischen Kinos kommen; im September 2020 folgte allerdings eine weitere Verschiebung auf den 9. Juli 2021. Auch dieser US-Starttermin konnte nicht eingehalten werden und wurde stattdessen auf den 3. September 2021 verlegt. In Deutschland ist der Film bereits einen Tag zuvor in den Kinos angelaufen. Der Film ist auch auf Disney+ verfügbar.

## Synchronisation
Die deutschsprachige Synchronisation entstand im Auftrag von FFS Film- & Fernseh-Synchron in Berlin unter Dialogbuch und-regie von Robin Kahnmeyer.
| Rolle                          | Darsteller          | Synchronsprecher   |
| ------------------------------ | ------------------- | ------------------ |
| Shaun / Xu Shang-Chi           | Simu Liu            | Timo Weisschnur    |
| Xu Wenwu                       | Tony Leung Chiu Wai | Patrick Winczewski |
| Katy                           | Awkwafina           | Maria Hönig        |
| Xu Xialing                     | Meng’er Zhang       | Nicole Hannak      |
| Ying Nan                       | Michelle Yeoh       | Sabine Falkenberg  |
| Razor Fist                     | Florian Munteanu    | Dennis Sandmann    |
| Trevor Slattery                | Ben Kingsley        | Hans Bayer         |
| Jon Jon                        | Ronny Chieng        | Jesco Wirthgen     |
| Mrs. Chen                      | Jodi Long           | Katharina Koschny  |
| Wong                           | Benedict Wong       | Achim Buch         |
| Dr. Bruce Banner / Hulk        | Mark Ruffalo        | Norman Matt        |
| Carol Danvers / Captain Marvel | Brie Larson         | Yvonne Greitzke    |

## Rezeption

### Kritiken und Einspielergebnis
Der Film konnte 92 Prozent der 300 Kritiker auf Rotten Tomatoes überzeugen und erhielt auf Metacritic einen Metascore von 71 von 100 möglichen Punkten. In der IMDb ist Shang-Chi and the Legend of the Ten Rings mit 7,5 von 10 Punkten bewertet.
Das Lexikon des internationalen Films urteilte: „Der hervorragend besetzte Film punktet insbesondere durch sein fantastisches Weltdesign sowie durch seine Anleihen beim asiatischen Kampfkunstkino, setzt mitunter aber allzu sehr auf CGI-Elemente und überstrapaziert mit einem bombastischen Finale.“
Die weltweiten Einnahmen des Films aus Kinovorführungen belaufen sich auf 432,2 Millionen US-Dollar. In Deutschland verzeichnet er 814.162 Besucher.

### Auszeichnungen
Saturn-Award-Verleihung 2022
- Nominierung als Bester Superheldenfilm
- Nominierung für die Besten Spezialeffekte (Sean Walker und Dan Oliver)
- Nominierung für die Beste Musik (Joel P. West)
- Nominierung für die Beste Ausstattung (Sue Chan)
- Nominierung für das Beste Kostüm (Kym Barrett)
- Nominierung als Bester Hauptdarsteller (Simu Liu)
- Nominierung als Beste Nebendarstellerin (Awkwafina)